# 杨光启
杨光启（1927年11月—2017年3月16日），江苏常州人，出生于浙江杭州，中华人民共和国政治人物。

## 生平
抗战期间，就读于贵阳清华中学；1946年考入清华大学化学系，1950年毕业。1952年10月，加入中国共产党。1956年，调入化学工业部技术司、局工作，历任有机处、新型材料室、合成材料处负责人、副处长、处长。1971年-1982年，先后任燃化部综合计划组基建计划组组长，石油化工部综合计划组组长，化学工业部计划司副司长、计划司负责人。1982年3月，任中华人民共和国化学工业部副部长。1985年，担任中国国际信托投资公司副总经理、副董事长。2017年3月16日，因病在北京去世。